# Neolampas rostellata
Neolampas rostellata is een zee-egel uit de familie Neolampadidae.
De wetenschappelijke naam van de soort werd in 1869 gepubliceerd door Alexander Agassiz.